# Orangerie

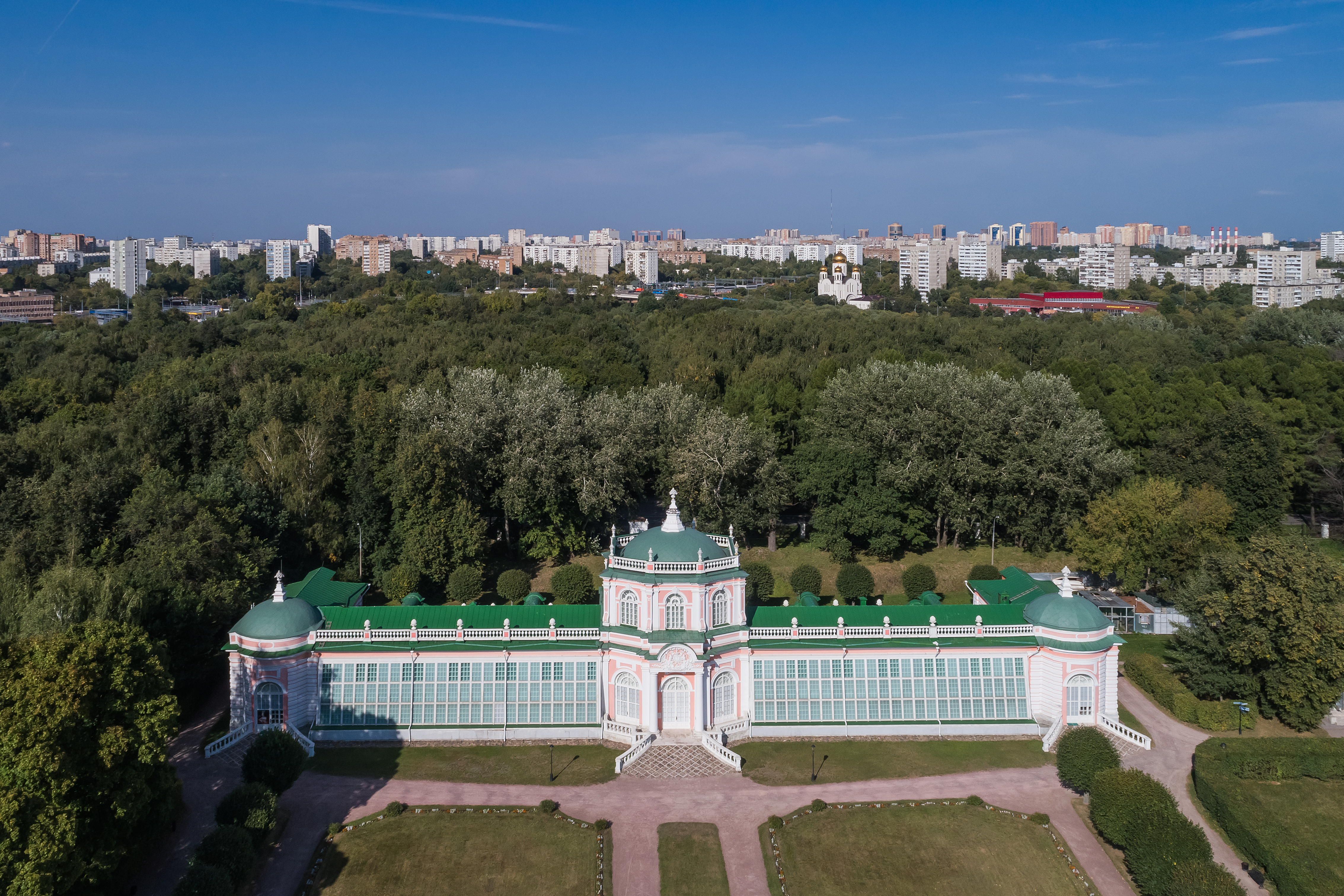
Orangerie a Kuskovo, Moscou.

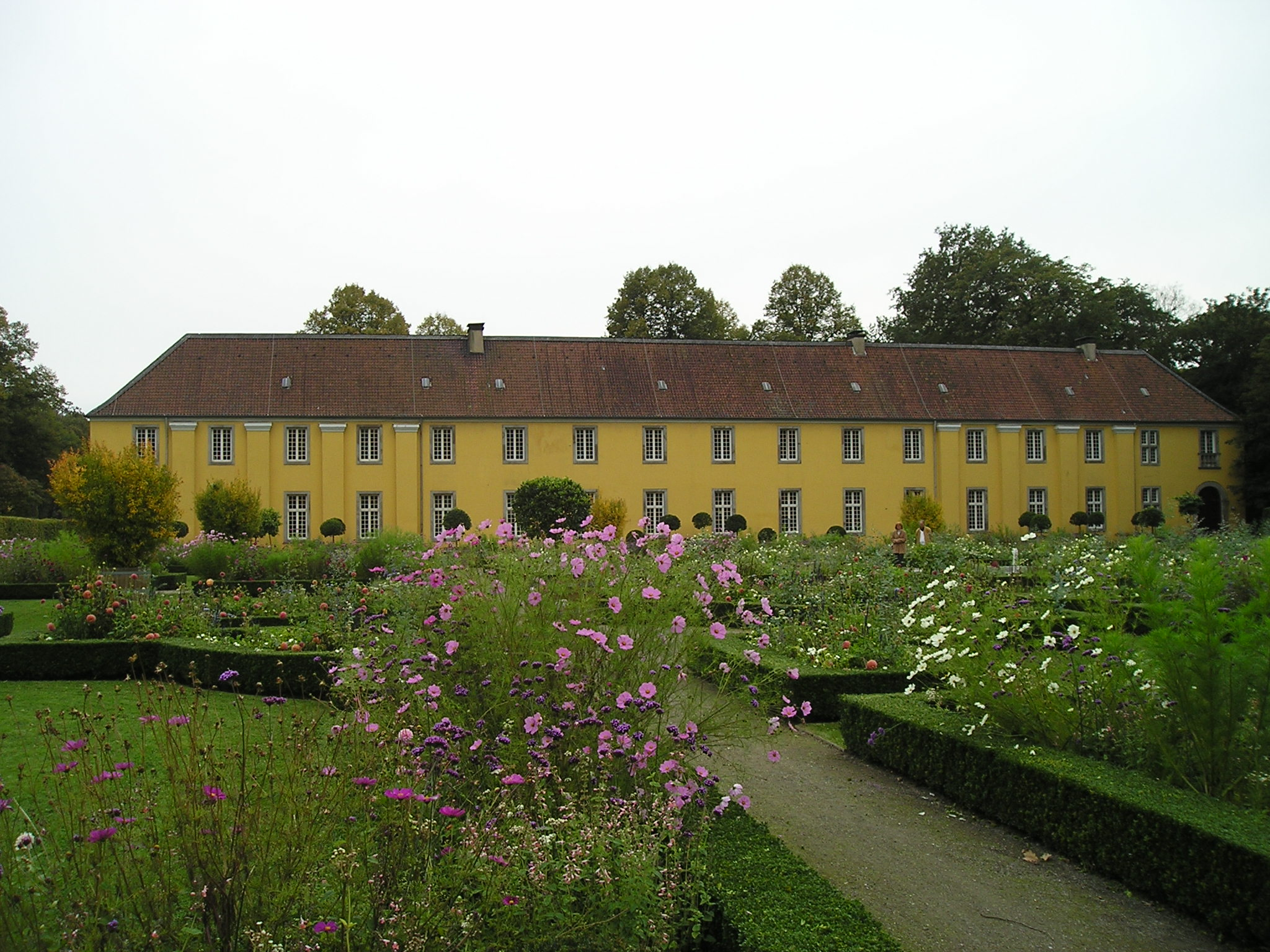
Orangerie a Düsseldorf-Benrath

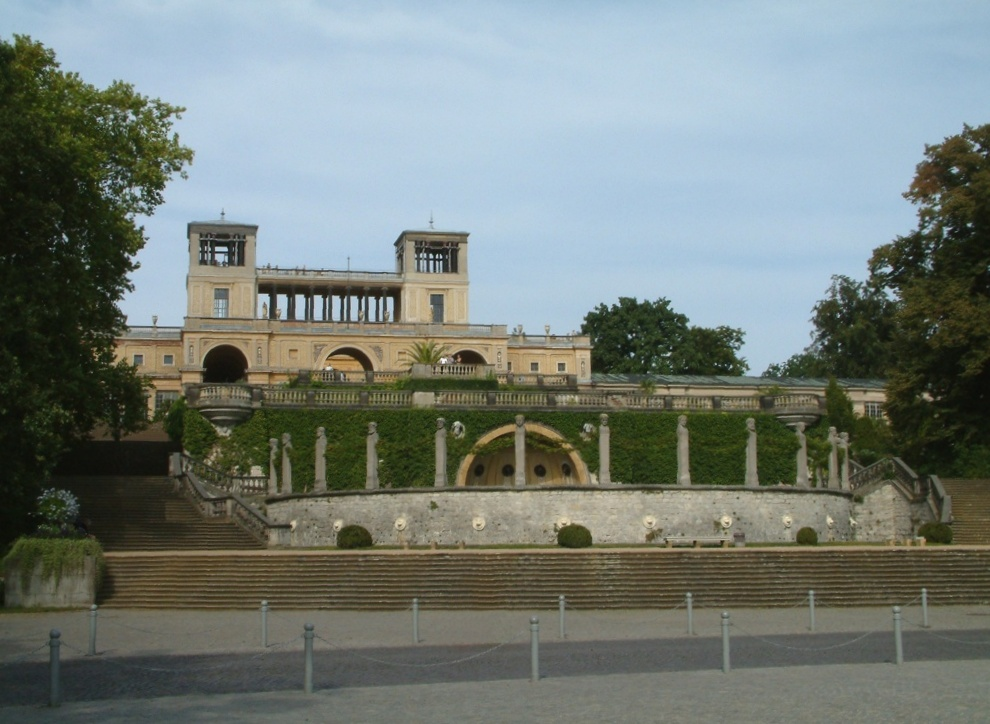
L'Orangerieschloss a Potsdam

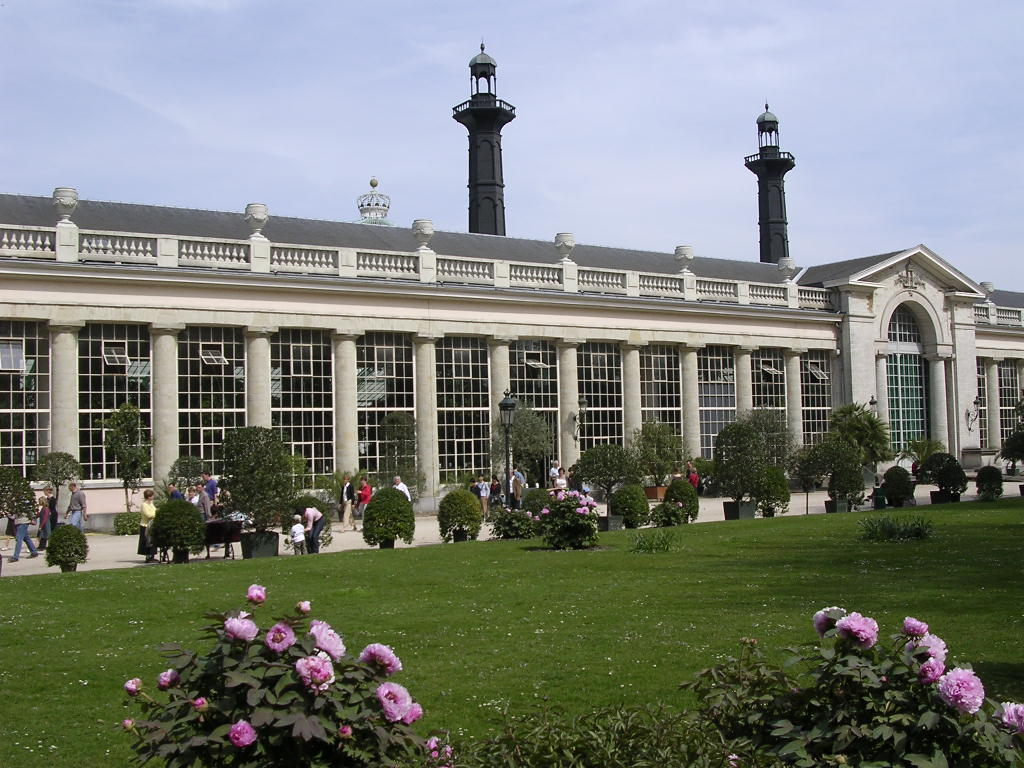
L'orangerie del Castell de Laeken, Bèlgica.

Una orangerie (hivernacle per a tarongers), és un edifici tancat i protegit del fred on es protegeixen, durant les estacions fredes, els cítrics plantats en torretes així com altres vegetals resguardats de les glaçades. Aquest indret serveix per protegir els tarongers a les regions amb hivern fred com França; a regions més temperades, mediterrànies, com Itàlia, el terme consagrat per al mateix ús és limonaia (per als llimoners).
El terme «orangerie» designava abans les plantacions de tarongers, que ara s'anomenen «orangeraies (tarongerars)».

## Característiques
L'alçada sota sostre de les orangeries és calculada de tal manera que les plantes més grans (palmeres) del jardí d'estiu s'hi puguin quedar. Aquesta gran alçada permet, igualment, obtenir una regulació tèrmica òptima. Les orangeries sempre són creades, cara al sud. L'hivern, quan el sol és baix, aporta a la sala la seva llum directa i la seva calor. A l'estiu, quan el sol és alt, damunt l'edifici, no hi entra directament. Així, la temperatura d'una orangerie concebuda segons les regles de l'art, és mantinguda òptimament en totes les estacions.

## Exemples d'orangeries
- Orangerie del castell de Versalles.
- Orangerie del castell de Sceaux.
- Orangerie del castell dels ducs de La Trémoille.
- Musée de l'Orangerie a París.
- Orangerie del palau de Schönbrunn a Viena.
- Parc de l'Orangerie a Estrasburg.
- Orangerie del Jardí botànic de Brussel·les.
- Orangerie dels hivernacles reials de Laeken.